# Agostino Mancinelli
Agostino Mancinelli (ur. 4 lipca 1882 w Pontecorvo, zm. 1 stycznia 1962 w Benewencie) – włoski duchowny rzymskokatolicki, biskup diecezji Akwinu, Sory i Pontecorvo i arcybiskup benewentyński.

## Biografia
Urodził się w Pontecorvo, ale jako dziecko przeniósł się do Valstagny, gdzie rozpoczął naukę w szkole. Ukończył Wyższe Seminarium Duchowne w Padwie. 31 lipca 1905 z rąk biskupa Padwy kard. Giuseppe Callegariego otrzymał święcenia prezbiteriatu i został kapłanem diecezji Padwy. Najpierw był wikariuszem parafii św. Zofii w Padwie, a następnie proboszczem katedry w Padwie oraz asystentem kościelnym Diecezjalnej Federacji Młodzieży.
W 1917 przeniósł się do diecezji Città di Castello, na zaproszenie tamtejszego biskupa Karola Liviero, który zaproponował mu stanowisko rektora seminarium diecezjalnego. Od 1919 był także egzaminatorem prosynodalnym. Angażował się również w działalność Akcji Katolickiej, której był przewodniczącym diecezjalnym.
30 czerwca 1931 papież Pius XI mianował go koadiutorem diecezji Akwinu, Sory i Pontecorvo (połączonych w unii aeque principaliter) oraz biskupem tytularnym nazjańskim. 6 września 1931 w katedrze w Città di Castello przyjął sakrę biskupią z rąk biskupa Città di Castello bł. Karola Liviero. Współkonsekratorami byli biskup Sansepolcro Pompeo Ghezzi oraz biskup Pesaro Bonaventura Porta.
5 grudnia 1933 zmarł biskup Akwinu, Sory i Pontecorvo Antonio Maria Jannotta. Tym samym bp Mancinelli został nowym biskupem diecezji Akwinu, Sory i Pontecorvo.
15 kwietnia 1936 ten sam papież przeniósł go na urząd arcybiskupa benewentyńskiego. W Benewencie odbudował katedrę i gmach seminarium duchownego, które zostały zbombardowane podczas II wojny światowej. Arcybiskupem benewentyńskim był do śmierci 1 stycznia 1962.